# Lubycza Królewska (gromada)
Lubycza Królewska – dawna gromada, czyli najmniejsza jednostka podziału terytorialnego Polskiej Rzeczypospolitej Ludowej w latach 1954–1972.
Gromady, z gromadzkimi radami narodowymi (GRN) jako organami władzy najniższego stopnia na wsi, funkcjonowały od reformy reorganizującej administrację wiejską przeprowadzonej jesienią 1954 do momentu ich zniesienia z dniem 1 stycznia 1973, tym samym wypierając organizację gminną w latach 1954–1972.
Gromadę Lubycza Królewska z siedzibą GRN w Lubyczy Królewskiej (wówczas wsi) utworzono – jako jedną z 8759 gromad na obszarze Polski – w powiecie tomaszowskim w woj. lubelskim na mocy uchwały nr 16 WRN w Lublinie z dnia 5 października 1954. W skład jednostki weszły obszary dotychczasowych gromad Lubycza Królewska, Huta Lubycka, Lubycza Kniazie i Teniatyska oraz miejscowości Gruszka, Łużek, Łysy, Mrzygłody, Netreba, Ruda Lubycka, Sołtysy, Zatyle i Lubycza Kameralna z dotychczasowej gromady Lubycza Kameralna ze zniesionej gminy Lubycza Królewska w tymże powiecie. Dla gromady ustalono 13 członków gromadzkiej rady narodowej.
1 stycznia 1959 do gromady Lubycza Królewska włączono wsie Żurawce i Ruda Żurawiecka ze zniesionej gromady Żurawce w tymże powiecie.
1 stycznia 1960 do gromady Lubycza Królewska włączono obszar zniesionej gromady Hrebenne w tymże powiecie.
1 stycznia 1969 do gromady Lubycza Królewska włączono obszar zniesionej gromady Machnów w tymże powiecie.
Gromada przetrwała do końca 1972 roku, czyli do kolejnej reformy gminnej. 1 stycznia 1973 w powiecie tomaszowskim reaktywowano gminę Lubycza Królewska.